# 雅纳尔迪
雅纳尔迪是葡萄牙阿威罗区的一个堂区。总面积17.46平方公里，总人口159人，人口密度9.1人/平方公里。